# Ranger Lake
Ranger Lake är en sjö i Kanada.   Den ligger i Kenora District och provinsen Ontario, i den sydöstra delen av landet, 1 500 km väster om huvudstaden Ottawa. Ranger Lake ligger 355 meter över havet. Arean är 11,6 kvadratkilometer. Den sträcker sig 5,4 kilometer i nord-sydlig riktning, och 4,5 kilometer i öst-västlig riktning.
Runt Ranger Lake är det mycket glesbefolkat, med 4 invånare per kvadratkilometer.  Trakten ingår i den hemiboreala klimatzonen. Årsmedeltemperaturen i trakten är 0 °C. Den varmaste månaden är juli, då medeltemperaturen är 16 °C, och den kallaste är januari, med −18 °C.